# Isabel Brismar Lind
Isabel Brismar Lind, Bella, född 27 januari 1987, är en svensk fotomodell. Hon upptäcktes av agenturen Mikas när hon gick i gymnasiet och är numera bosatt i New York. 
Lind har bland annat gjort visningar för Helmut Lang, Chanel, DKNY, Elie Saab och Vivienne Westwood. Hon har också varit med på framsidan av tidningar såsom Damernas Värld samt Harper's Bazaar. I Sverige har hon setts på affischer i Stockholm i både en Rizzo-kampanj våren 2008 samt en Twilfit-kampanj hösten 2008.